# Eurata
Eurata är ett släkte av fjärilar. Eurata ingår i familjen björnspinnare.

## Dottertaxa tillEurata, i alfabetisk ordning[1]
- Eurata baeri
- Eurata bifasciata
- Eurata bolivae
- Eurata boliviana
- Eurata breyeri
- Eurata cingulata
- Eurata dallasi
- Eurata descintes
- Eurata elegans
- Eurata famatina
- Eurata halena
- Eurata harringtoni
- Eurata helena
- Eurata hermione
- Eurata herrichi
- Eurata herricki
- Eurata hilaris
- Eurata histrio
- Eurata igniventris
- Eurata jorgenseni
- Eurata julia
- Eurata kohleri
- Eurata laetifica
- Eurata maritana
- Eurata minerva
- Eurata minuta
- Eurata nigricincta
- Eurata nosswitzi
- Eurata obsoleta
- Eurata orfilai
- Eurata paraguayensis
- Eurata parishi
- Eurata patagiata
- Eurata picta
- Eurata pictula
- Eurata plutonica
- Eurata polonia
- Eurata schausi
- Eurata selva
- Eurata semiluna
- Eurata sericaria
- Eurata spegazzinii
- Eurata stictibasis
- Eurata strigiventris
- Eurata tisamena
- Eurata tucumana
- Eurata vulcanus
- Eurata xanthosoma